# Idiocera (Idiocera) glabriapicalis
Idiocera (Idiocera) glabriapicalis is een tweevleugelige uit de familie steltmuggen (Limoniidae). De soort komt voor in het Afrotropisch gebied.